# 魏瑟萬德山
46°56′45″N 11°48′48″E / 46.945729°N 11.81324244°E

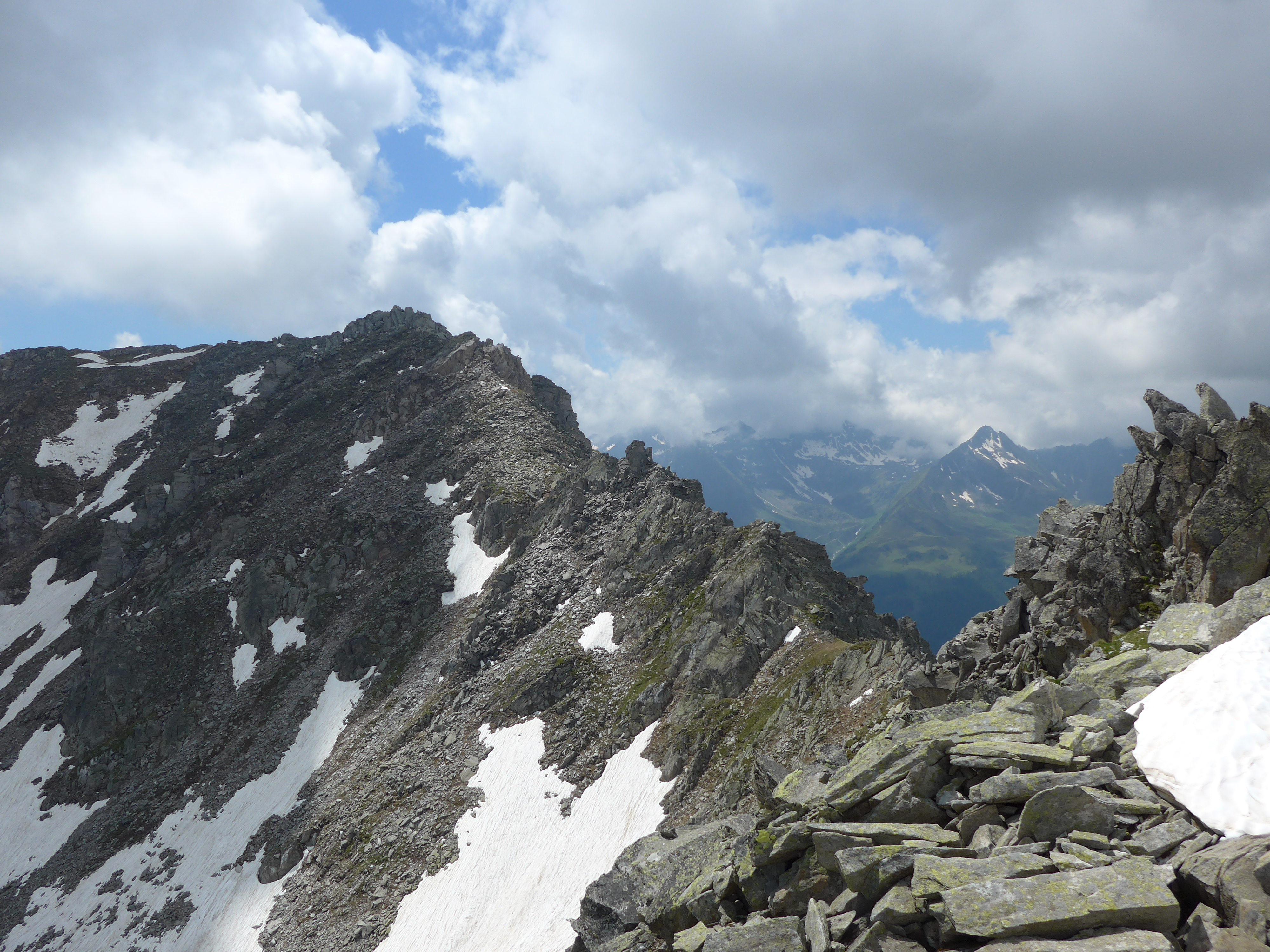

魏瑟萬德山（義大利語：Weiße Wand），是意大利的山峰，位於該國東北部，由博爾扎諾-南蒂羅爾自治省負責管轄，屬於齊勒塔爾阿爾卑斯山脈的一部分，海拔高度2,717米。